# Puerto del Connio
El Puerto del Connio es un paso de montaña del Principado de Asturias. Situado a 1315 m s. n. m. en la carretera AS-348, une las poblaciones de Ventanueva en el concejo de Cangas de Narcea y San Antolín de Ibias, capital del concejo de Ibias

## Descripción
Durante muchos años, el puerto del Connio ha sido la principal vía de comunicación de Ibias con el resto de Asturias, junto con el Pozo de las Mujeres Muertas, de 1098 metros, situado en la AS-29 y que enlaza La Regla de Perandones con San Antolín.
La subida al puerto propiamente dicha se inicia un par de kilómetros después de pasar Ventanueva, en la localidad de Moal. Durante los primeros kilómetros de ascensión se atraviesa un paisaje boscoso, donde abundan robles y hayas, dejando a la izquierda el acceso a la reserva natural integral de Muniellos. Una vez pasada esta primera zona, entramos en una región de monte bajo y matorral que nos acompañará hasta la cima del puerto. La subida por esta vertiente tiene un total de 14 kilómetros de longitud y no se atraviesan núcleos de población.
Una vez coronado, se inicia un largo descenso de más de 20 kilómetros hasta llegar a San Antolín, atravesando Centenales y Valdebois. Finalmente se llega a Cecos, a tan solo tres kilómetros de San Antolín, donde concluye la bajada.

## Puerto del Connio y ciclismo
El puerto del Connio ha visto el paso de la Vuelta a Asturias en varias ocasiones durante los últimos años, en un recorrido que atravesaba el Pozo de las Mujeres Muertas hasta Ibias, subía luego el Connio y finalizaba en el Santuario de Nuestra Señora del Acebo, en Cangas de Narcea.